# 2015 dans la traduction
Cet article présente les faits marquants de l'année 2015 dans la traduction.

## Décès

### Janvier
- 21 janvier : Chin Shunshin, Romancier et traducteur japonais.

### Avril
- 10 avril : Heliodora Carneiro de Mendonça (pt), Essayiste, traductrice et critique brésilienne de théâtre.
- 11 avril : François Maspero, Écrivain, éditeur et traducteur français.

### Mai
- 7 mai : Claude Durand, Éditeur, traducteur et écrivain français.

### Juin
- 15 juin : Harry Rowohlt, Écrivain, traducteur et comédien allemand.
- 18 juin : Georges Kersaudy, Résistant, traducteur, réviseur, polyglotte, espérantiste et homme politique français.

### Septembre
- 17 septembre : Nelo Risi, Poète, réalisateur, scénariste et traducteur italien, frère de Dino Risi.

### Octobre
- 8 octobre : Marc Dachy, Historien de l'art, traducteur et éditeur français.

### Novembre
- 24 novembre : Aurora Venturini, Romancière, nouvelliste, poétesse, traductrice et essayiste argentine.